# Dottor Occult
Dottor Occult, il cui vero nome è Richard Occult, è un mago dell'Universo DC Comics creato da Jerry Siegel e Joe Shuster.

## Biografia dei personaggio
È apparso per la prima volta in New Fun Comics n. 6 nel 1935. È un detective del sovrannaturale, il cui metodo investigativo è molto simile a quello di Sam Spade, solamente con l'aggiunta di poteri soprannaturali; fa parte della stessa "categoria" di Madame Xanadu, Zatanna e Dottor Fate, come evidenziato dalla sua appartenenza all'oggi defunto consiglio che badava a sorvegliare il paesaggio magico dell'Universo DC. È assistito dal suo maggiordomo Jenkins. In seguito nella serie egli viene affiancato da una ragazza/partner chiamata Rose Psychic.
È anche apparso in The Comics Magazine n. 1 della Centaur Publications sotto il nome di Dr. Mystic. Quest'ultimo era lo stesso personaggio dato che la sua storia "The Koth and the Seven" iniziò in The Comics Magazine e continuò in More Fun Comics n. 14-17 (numeri catalogati anche come vol. 2 #2-5) della DC Comics. In questa storia, viaggia in un regno mistico in cui vola ed indossa un mantello, essendo così il primo supereroe dei fumetti ad indossare il mantello. Questa storia introduce anche i Sette, un gruppo di mistici che in seguito si scoprirà che hanno allevato Richard Occult e Rose Psychic. Dottor Occulto ha fatto la sua ultima apparizione originale in More Fun Comics n. 32 nel 1938.
È ritornato quasi cinquant'anni dopo in All-Star Squadron, un fumetto ambientato durante la seconda guerra mondiale scritto nel 1985. A differenza di altri personaggi dell'età dell'oro che Roy Thomas ha "resuscitato" in quel fumetto, egli non è stato riportato in vita, probabilmente perché in realtà era un personaggio pre-Età dell'Oro ed anche perché si è unito all'incirca nel momento in cui il titolo era interessato da Crisi sulle Terre infinite, in cui egli ha giocato un ruolo importante. Nel suo look attuale, Dottor Occulto indossa trench e fedora e regge un disco magico multi-sfaccettato, il Simbolo di Sette, come sua arma principale.
Nel 1991 Neil Gaiman ha riportato il personaggio davanti al pubblico, quando lo ha fatto partecipare nella miniserie The Books of Magic. Nel terzo numero egli fa da guida agli altri mondi a Tim Hunter. Quando sono in visita a Faerie, si trasforma in Rose, cosa che non viene spiegata nella storia. Le storie successive continuano con l'idea che Occult e Rose Psychic sono una sola cosa. Infine, nella miniserie The Justice Society Returns viene spiegato che Dottor Occult è stato ucciso in uno scontro con un'entità di un altro mondo, e Rose ha unito insieme le loro anime per farlo ristabilire.
Dottor Occult è stato una delle Sentinelle della Magia, un gruppo creato per evitare che manufatti come la Lancia Sacra finiscano nelle mani sbagliate. È un riservista della JSA ed un membro dell'associazione sciolta che John Constantine chiama "The Trenchcoat Brigade".